# Szwedzka Formuła Junior Sezon 1963
Szwedzka Formuła Junior 1963 – trzeci sezon Szwedzkiej Formuły Junior.
Sezon składał się z pięciu eliminacji. Punkty przyznawano według klucza 7-5-4-3-2-1, przy czym liczono trzy najlepsze wyniki. Mistrzem został Gunnar Carlsson, ścigający się Lotusem 22.

## Kalendarz wyścigów
| Runda | Data        | Tor        | Pole position | Najszybsze okrążenie         | Zwycięzca (kierowcy) | Zwycięzca (zespoły) |
| ----- | ----------- | ---------- | ------------- | ---------------------------- | -------------------- | ------------------- |
| 1     | 6 maja      | Sztokholm  | ?             | ?                            | Curt Lincoln         | Curt Lincoln        |
| 2     | 26 maja     | Karlskoga  | ?             | Picko Troberg                | Picko Troberg        | Picko Troberg       |
| 3     | 4 sierpnia  | Falkenberg | ?             | Picko Troberg Yngve Rosqvist | Gunnar Carlsson      | Filipstads MC       |
| 4     | 11 sierpnia | Karlskoga  | ?             | ?                            | Gunnar Carlsson      | Filipstads MC       |
| 5     | 8 września  | Sztokholm  | ?             | ?                            | Curt Lincoln         | Curt Lincoln        |

## Klasyfikacja kierowców
| Legenda oznaczeń w tabelach wyników Wyświetl szablon na nowej stronie | Legenda oznaczeń w tabelach wyników Wyświetl szablon na nowej stronie                                                                     |
| Oznaczenie                                                            | Wyjaśnienie |
| --------------------------------------------------------------------- | --- |
| Złoty                                                                 | Zwycięzca lub mistrzostwo |
| Srebrny                                                               | 2. miejsce lub wicemistrzostwo |
| Brązowy                                                               | 3. miejsce lub II wicemistrzostwo |
| Zielony                                                               | Ukończył, punktował (w klasyfikacji generalnej, gdy zdobył co najmniej jeden punkt na przestrzeni sezonu, poza trzema powyższymi opcjami) |
| Niebieski                                                             | Ukończył, nie punktował (w klasyfikacji generalnej, gdy nie zdobył co najmniej jednego punktu na przestrzeni sezonu)                      |
| Czerwony                                                              | Nie zakwalifikował się (NZ) |
| Czerwony                                                              | Nie prekwalifikował się (NPK) |
| Różowy                                                                | Nie ukończył (NU) |
| Różowy                                                                | Niesklasyfikowany (NS) (w klasyfikacji generalnej, gdy nie został sklasyfikowany w żadnym wyścigu sezonu)                                 |
| Czarny                                                                | Zdyskwalifikowany (DK) |
| Czarny                                                                | Wykluczony (WYK/EX) |
| Biały                                                                 | Nie wystartował (NW) |
| Biały                                                                 | Kontuzjowany (K/INJ) |
| Biały                                                                 | Wyścig odwołany (OD/C) |
| Bez koloru                                                            | Został wycofany (WYC/WD) |
| Bez koloru                                                            | Nie przybył (NP/DNA) |
| Bez koloru                                                            | Nie brał udziału w treningach (NT/DNP) |
| Bez koloru                                                            | Nie został zgłoszony (–) |
| Pogrubienie                                                           | Start z pole position |
| Kursywa                                                               | Najszybsze okrążenie wyścigu |
| †                                                                     | Nie ukończył, ale jego rezultat został zaliczony ze względu na przejechanie więcej niż 90% dystansu wyścigu.                              |
| *                                                                     | Sezon w trakcie |
| 1/2/3                                                                 | Punktowana pozycja w sprincie kwalifikacyjnym                                                                                             |
| Lista systemów punktacji Formuły 1                                    | |

| Poz. | Kierowca               | Zespół                 | SKA | VEL | VÄS | KAN | SKA | Punkty |
| ---- | ---------------------- | ---------------------- | --- | --- | --- | --- | --- | ------ |
| 1    | Gunnar Carlsson        | Filipstads MC          | 4   | 2   | 1   | 1   | 2   | 21     |
| 2    | Picko Troberg          | Stockholms SVK         | 3   | 1   | 2   | 3   | NU  | 19     |
| 3    | Sven Andersson         | Örebro BMCK            | NU  | NU  | 5   | 5   | 5   | 10     |
| 4    | Yngve Rosqvist         | KAK Malmö              | NU  | 3   | NU  | 4   | NU  | 8      |
| 5    | Egon Wohlin            | KAK                    | -   | -   | 3   | 6   | NU  | 6      |
| 6    | Roland Karlsson        | Örebro BMCK            | -   | NU  | 6   | 7   | 6   | 6      |
| 7    | Georg Duneborn         | KAK                    | NU  | 4   | 4   | 11  | NU  | 6      |
| 8    | Lars Bjuhr             | Örebro BMCK            | NU  | 5   | NU  | 8   | 7   | 5      |
| 9    | Örjan Atterberg        | KAK/U                  | 5   | -   | -   | -   | -   | 4      |
| 10   | Jan Olsson             | Göteborgs SVK          | 6   | 7   | NU  | 10  | -   | 3      |
| 11   | Börje Björkqvist       | SMK Hälsingborg        | NU  | 6   | 7   | 9   | -   | 1      |
| NS   | Curt Lincoln           | Curt Lincoln           | 1   | -   | -   | 2   | 1   | 0      |
| NS   | Freddy Kottulinsky     | Botkyrka MK            | 2   | -   | NU  | -   | -   | 0      |
| NS   | Jens-Christian Legarth | Jens-Christian Legarth | -   | -   | -   | -   | 3   | 0      |
| NS   | Hartvig Conradsen      | Hartvig Conradsen      | -   | -   | -   | NU  | 4   | 0      |
| NS   | Gustav Andersson       | SMK Stockholm          | -   | 8   | -   | -   | -   | 0      |
| NS   | Kaj Godenhjelm         | Kaj Godenhjelm         | -   | -   | -   | 12  | -   | 0      |
| NS   | Ove Bodin              | Örebro BMCK            | -   | NU  | -   | -   | -   | 0      |
| NS   | Ove Pettersson         | Örebro BMCK            | -   | NU  | -   | NZ  | -   | 0      |
| NS   | Stefan Björk           | KAK/U                  | -   | -   | NU  | -   | -   | 0      |
| NS   | Yngve Wallin           | KAK                    | -   | -   | NU  | NZ  | -   | 0      |
| NS   | Svenharry Åkesson      | SMK Västerås           | -   | -   | NU  | -   | -   | 0      |
| NS   | Per-Olov Zetterström   | Nacka MS               | -   | -   | NU  | NW  | -   | 0      |
| NS   | Gustav Andersson       | SMK Stockholm          | -   | -   | NU  | NZ  | -   | 0      |
| NS   | Jørgen Ellekær         | Jørgen Ellekær         | -   | -   | -   | NU  | -   | 0      |
| NS   | Bengt Jansson          | Stockholms SVK         | -   | -   | -   | NZ  | -   | 0      |
| NS   | Stig Säll              | Botkyrka MK            | -   | -   | -   | NZ  | -   | 0      |